# USS LST-639
O USS LST-639 foi um navio de guerra norte-americano da classe LST que operou durante a Segunda Guerra Mundial.